# Abbazia di San Biagio nella Foresta Nera

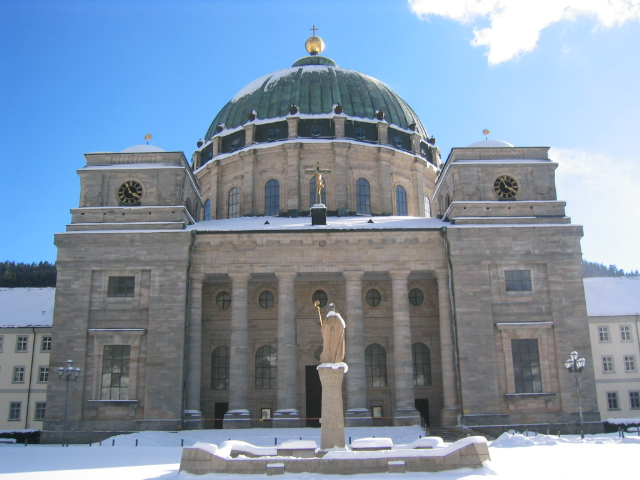
Chiesa abbaziale di San Biagio

L'abbazia di San Biagio nella Foresta Nera (Kloster St. Blasien) fu un monastero benedettino nel villaggio di St. Blasien nella Foresta Nera, nel Baden-Württemberg, in Germania.

## Storia

### Dal IX al XII secolo
La storia dei primordi dell'abbazia è oscura. Nel IX secolo si presume che nello stesso luogo esistesse una cella dell'abbazia di Rheinau, conosciuta come cella alba ("cella bianca"), ma il passaggio tra questa e la successiva abbazia di San Biagio nell'XI secolo non è ben conosciuto. In un dato momento la nuova fondazione dovette diventare indipendente da Rheinau, e in questo processo forse ebbe un ruolo Reginbert di Seldenbüren (morto intorno al 962), tradizionalmente ricordato come il fondatore dell'abbazia. Il primo abate di San Biagio di cui si abbia notizia certa è comunque Werner I (1045?-1069). L'8 giugno 1065 l'abbazia ricevette il diritto di immunità dall'imperatore Enrico IV, benché fosse legata alla famiglia dell'anti-re Rodolfo di Rheinfelden.
Tra il 1070 e il 1073 sembra che ci siano stati contatti tra l'abbazia di San Biagio e l'attiva abbazia cluniacense di Fruttuaria in Italia, e questo portò San Biagio ad aderire alla riforma cluniacense, che introdusse i fratelli laici o "conversi" e probabilmente anche una riforma come monastero doppio per monaci e monache (si dice che le monache furono trasferite all'abbazia di Berau a partire dal 1117).
Bernoldo di Costanza (circa 1050-1100) nel suo Chronicon colloca l'abbazia di San Biagio a fianco delle abbazie di Hirsau e di Allerheiligen nel guidare la riforma monastica in Svevia. Altre sedi riformate o fondate da San Biagio furono le abbazie di Muri (1082), Ochsenhausen (1093), Göttweig (1094), Stein am Rhein (prima del 1123) e di Prüm (1132). Ebbe anche un'influenza significativa sulle abbazie di Alpirsbach (1099), Ettenheimmünster (1124) e Sulzburg (circa 1125).
Durante il XII secolo lo zelo dei monaci si raffreddò, e la loro attenzione si focalizzò progressivamente sull'acquisizione e la gestione dei possedimenti dell'abbazia, che nel XV secolo arrivarono ad estendersi per tutta la Foresta Nera.

### Dal XIII al XVII secolo

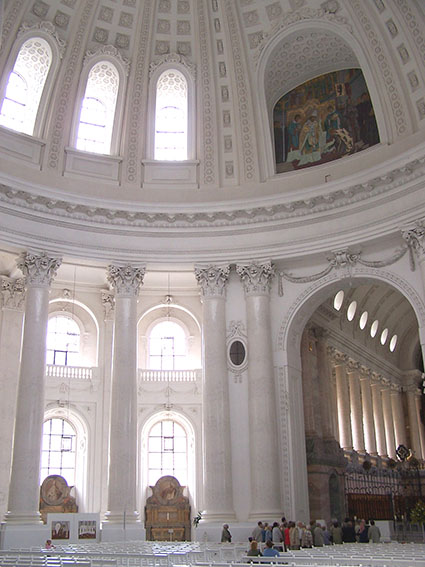
Cattedrale di San Biagio, interno

Originariamente i signori protettori (Vogt) dell'abbazia furono i vescovi di Basilea. Ben presto però tale signoria (Vogtei) si concluse: una lettera dell'imperatore Enrico V datata 8 gennaio 1125 stabiliva la protezione imperiale sull'abbazia ed il diritto per essa a scegliere liberamente il proprio signore. Ciò nonostante, la protezione dell'abbazia divenne in seguito appannaggio della nobile famiglia degli Zähringer, e dopo la loro estinzione nel 1218 fu assunta direttamente dall'imperatore Federico II. Nonostante questo abbia sicuramente portato ad uno stretto legame con l'Impero, non sembra che San Biagio abbia mai posseduto lo status di Reichskloster, ossia di abbazia reale direttamente dipendente dall'imperatore.
A partire dalla metà del XIII secolo la Vogtei passò agli Asburgo e questo portò San Biagio nella sfera d'influenza austriaca. Peraltro i legami con l'Impero continuarono: tra il 1422 e il 1521 l'abbazia era elencata fra i territori imperiali, e il Circolo di Svevia cercò invano di reclamare San Biagio come abbazia imperiale nel 1549. Le quattro signorie imperiali di cui San Biagio era divenuta titolare alla fine del XIII secolo (Blumegg, Bettmaringen, Gutenburg e Berauer Berg) formarono il nucleo del Reichsunmittelbar (entità feudale dipendente direttamente dall'Imperatore) di Bonndorf, costituito nel 1609, da cui i principi-abati di San Biagio derivarono la loro dignità nobiliare nell'ambito del Sacro Romano Impero.

### Dal XVII secolo ad oggi
L'abbazia, in seguito al Reichsdeputationshauptschluss del 1803, perse il potere politico e il suo dominio, la contea di Bonndorf, passò al Gran priorato di Heitersheim dell'Ordine di Malta continuando ad esistere come monastero finché fu soppressa durante il processo di secolarizzazione napoleonico nel 1806, e gli edifici monastici videro insediarsi una delle prime industrie meccanizzate in Germania. I monaci comunque, sotto la guida dell'ultimo principe-abate Bernhard Rottler, trovarono la propria collocazione nell'abbazia di Sankt Paul im Lavanttal in Austria, dove si stabilirono nel 1809.
Dal 1934 gli edifici rimasti sono occupati dal gesuita "Kolleg Sankt Blasien".

## Duomo di San Biagio
La chiesa abbaziale venne distrutta da un incendio nel 1768, e fu ricostruita come chiesa barocca a pianta circolare dall'architetto Pierre Michel d'Ixnard, con una grandiosa cupola di 36 metri di diametro e 63 di altezza; i lavori si conclusero nel 1781 sotto il principe-abate Martin Gerbert. È conosciuta come "duomo di San Biagio", o "cattedrale di San Biagio" (a causa delle sue dimensioni e della sua magnificenza, e non in quanto sia cattedrale in senso ecclesiastico o amministrativo). Gli effetti di un altro incendio catastrofico nel 1874 furono definitivamente rimediati soltanto negli anni ottanta del XX secolo.

## Abati di San Biagio nella Foresta Nera
- Beringer von Hohenschwanden (945-974)
- Ifo (974-983)
- Siegfried (983-1021)
- Bernhard (1021-1045)
- Werner I (1045?-1069)
- Giselbert (1068-1086)
- Otto I (1086-1108)
- Rustenus (1108-1125)
- Berthold I (1125-1141)
- Gunther di Andlau (1141-1170?)
- Werner II di Küssaberg (1170-1178)
- Theodebert di Bussnang (1178-1186)
- Manegold di Hallwil (1186-1204)
- Hermann I di Messkirch (1204-1222)
- Otto II (1222-1223)
- Hermann II (1223-1237)
- Heinrich I (1237-1240)
- Arnold I (1240-1247)
- Arnold II (1247-1276)
- Heinrich II di Stadion (1276-1294)
- Berthold II (1294-1308)
- Heinrich III (1308-1314)
- Ulrich (1314-1334)
- Petrus I di Thayingen (1334-1348)
- Heinrich IV di Eschenz (1348-1391)
- Konrad (1391)

- Johannes I Kreutz (1391-1413)
- Johannes II Duttlinger (1413-1429)
- Nikolaus Stocker (1429-1460)
- Petrus II Bösch (1460-1461)
- Christopher di Greuth (1461-1482)
- Eberhard von Reischach (1482-1491)
- Blasius I Wambach (1491-1493)
- Georg (Buob?) di Horb (1493-1519)
- Johannes III Spielmann (1519-1532)
- Gallus Haas (1532-1540)
- Johannes IV (1540–1541)
- Caspar I Müller von Schöneck (1541–1571)
- Caspar II Thomae (1571–1596)
- Martin I Meister (1596–1625)
- Blasius II Münster (1625-1638)
- Franz I Chullots (1638-1664)
- Otto II (1664-1672)
- Romanus (1672-1695)
- Augustin Simon Eusebius Finck (1695–1720)

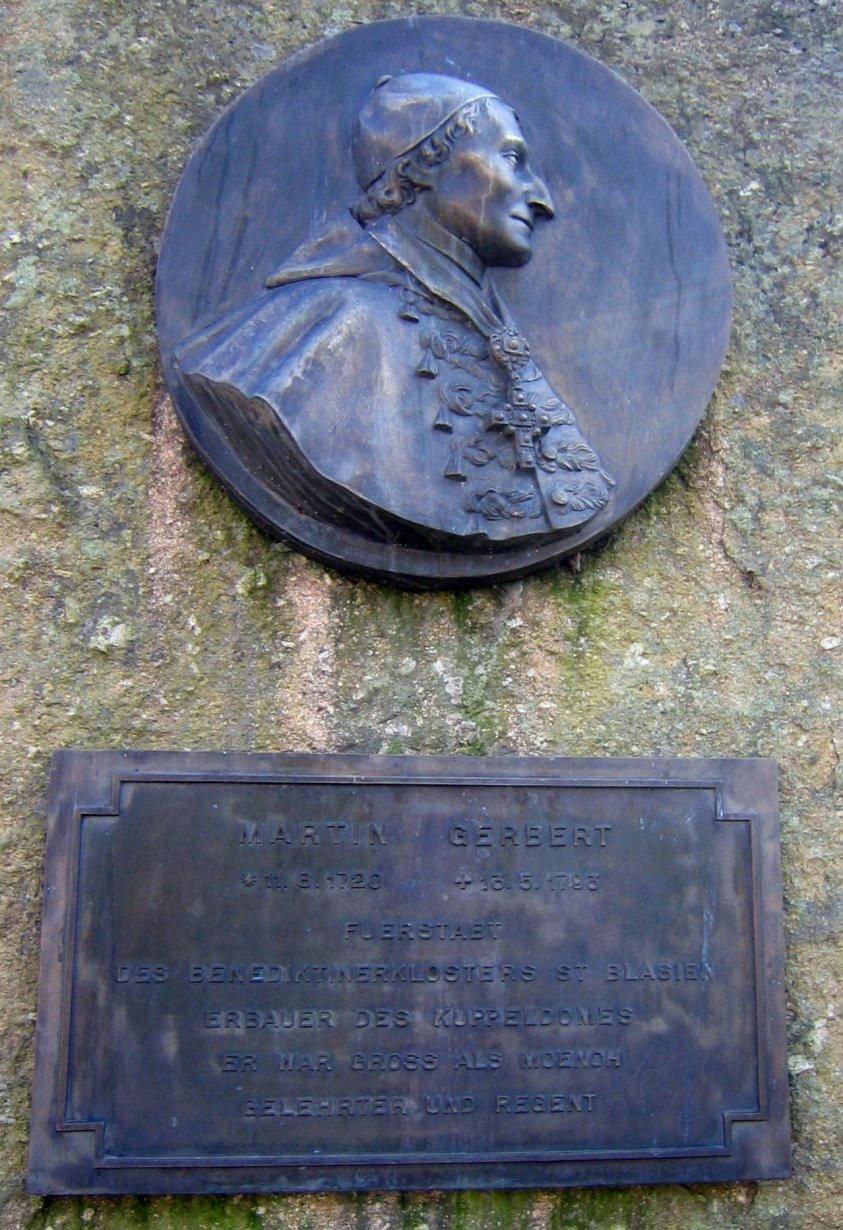
Monumento al principe-abate Martin Gerbert

- Blasius III Bender (1720–1727)
- Franz II Schächtelin (1727–1747)
- Coelestin Vogler (1747-1749)
- Meinrad Troger (1749–1764)
- Martin II Gerbert (1764–1793)
- Moritz Ribbele (1793–1801)
- Berthold III Rottler (1801–1806)